# Huércanos
Huércanos è un comune spagnolo di 909 abitanti situato nella comunità autonoma di La Rioja.